# 伊氏锯尾鲨
伊氏锯尾鲨（学名：Galeus eastmani），又稱依氏蜥鮫，俗名沙條，为軟骨魚綱真鯊目猫鲨科锯尾鲨属的一個種。

## 分布
本魚分布于太平洋西部日本对马海峡以及舟山外海、台灣等海域深处，南部可能达到菲律宾和越南。该物种的模式产地在日本。

## 深度
水深10-200公尺。

## 特徵
本魚體型修長，頭部相當短，不到總長度的五分之一，口鼻部扁平，尖端鈍，鼻孔大，前緣被三角形的皮膚瓣分開，眼大，呈水平橢圓形，有不成熟的瞬膜，嘴大，呈長拱形，轉角處有發達的皺紋，全身呈灰色，身體和尾巴上有顏色較深，有深色馬鞍紋和斑點，背鰭和尾鰭的邊緣為白色，第一背鰭基比尾長短；上下頷牙齒同形，多尖頭；第四鰓裂位於胸鰭起點。外觀形態同黑鰭鋸尾鯊，但體背有8-9條暗色橫帶。体长约40-50公分。

## 生態
為小型底棲性魚類，常出現於沙泥地、石礫灘，甚至礁岩區，以魚類、甲殼類及軟體動物等為食。卵生，成熟的卵包含在光滑、半透明的黃色花瓶形卵囊中，膠長約6公分，寬1.6公分。

## 經濟利用
食用魚，剝皮後，紅燒或煮薑絲湯皆宜，亦可醃製成沙魚煙。魚體小型者，充當下雜魚。